# باشگاه فوتبال پریس
باشگاه فوتبال پریس (به عربی: نادي بيرس) یک باشگاه فوتبال عراقی در شهر دهوک کردستان عراق می‌باشد. این تیم به عنوان بهترین تیم رده دومی دهوک معرفی شد. در حال حاضر نیز در بخش شمالی لیگ برتر فوتبال عراق و همچنین لیگ برتر فوتبال کردی بازی می‌کند.